# Reformovaný kostel Betánie
Reformovaný kostel Betánie (fr. Église réformée de Béthanie) je kostel francouzské reformované církve ve 20. obvodu v Paříži, v ulici Rue des Pyrénées. Kostel je členem Union des Églises évangéliques de France.

## Historie
Kostel byl postaven v roce 1904 podle návrhu architekta Félixe Paumiera se školní budovou po každé straně. Farnost se osamostatnila v roce 1907 z farnosti Belleville z popudu pastora Sully Lombarda. Varhany, které vytvořil v roce 1875 Aristide Cavaillé-Coll, byly zakoupeny a přeneseny v roce 1916 z kostela Étoile.